# Jakuševec Zabočki
Jakuševec Zabočki is een plaats in de gemeente Zabok in de Kroatische provincie Krapina-Zagorje. De plaats telt 383 inwoners (2001).